# Кампанья, Мартин
Марти́н Никола́с Кампа́нья Дельга́до (исп. Martín Nicolás Campaña Delgado; 29 мая 1989, Мальдонадо, Уругвай) — уругвайский футболист, вратарь. Выступал за сборную Уругвая.

## Биография
Мартин Кампания является воспитанником клуба «Депортиво Мальдонадо» из родного города футболиста. Однако в большом футболе Кампанья дебютировал в составе клуба «Атенас», в 2008 году выступавшего во Втором дивизионе чемпионата Уругвая. По итогам сезона 2008/09 «Атенас» занял третье место и получил путёвку в элиту, однако к тому моменту Кампанья уже выступал за «Серро-Ларго», который сам сезоном ранее вышел в элиту. Примечательно, что первую победу в элите «Атенас» одержал как раз над «Серро-Ларго». Сезон 2009/10 сложился для команды неудачно, она заняла 15-е место и вылетела во Второй дивизион.
В следующем сезоне Кампанья был отдан в аренду в клуб элитного дивизиона «Расинг», но там он провёл лишь 1 матч за весь сезон, в то время как «Серро-Ларго» возвращал себе место в Примере. С августа 2011 года Мартин Кампанья вновь стал выступать за команду из Мело. Помог впервые в истории клуба пробиться в международные турниры — Южноамериканский кубок.
В 2012 году Кампанья перешёл в «Дефенсор Спортинг». 1 января 2016 года Кампанья был отдан в аргентинский «Индепендьенте» в аренду сроком на полтора года.
В 2009 году Кампанья участвовал в молодёжном чемпионате мира, прошедшем в Египте, но лишь в качестве третьего вратаря.
В середине 2012 года Оскар Вашингтон Табарес, тренер основной сборной Уругвая, возглавивший Олимпийскую футбольную команду, включил Кампанью в заявку сборной на Олимпийский футбольный турнир. На этом турнире он рассматривается в качестве основного вратаря уругвайцев.
В ноябре 2014 года Оскар Табарес вызвал Кампанью в расположение главной сборной Уругвая на товарищеские игры против сборных Коста-Рики и Чили. Дебютировал за сборную Кампанья 28 мая 2016 года, выйдя на замену Мартину Сильве в товарищеском матче против Тринидада и Тобаго в преддверии Кубка Америки столетия.
Был включён в состав сборной на Кубок Америки 2021.

## Достижения
- Обладатель Южноамериканского кубка: 2017
- Обладатель Кубка банка Суруга: 2018